# Битва при Вестернице
Битва при Вестернице (чеш. Bitva u Dolních Věstonic) — сражение начального этапа Тридцатилетней войны, произошедшее 5 августа 1619 года у моравского селения Вестерниц (нем. Wisternitz) между чешскими протестантами под командованием Фридриха Тифенбаха и имперскими войсками Дампьера. Сражение закончилось победой чехов.
Город Ческе-Будеёвице был одним из трёх городов, остававшихся лояльными императору после пражских событий. После поражения при Саблате чехи были вынуждены снять осаду этого города. 15 июня 1619 года войска графа Георга Фридриха фон Гогенлоэ отступили в Собеслав, где ожидали подкрепления от графа Турна.
После установления контроля над пунктами южной Богемии, Бюкуа послал отряд Дампьера в маркграфство Моравию, враждебно настроенному к императору. В конце июля Дампьер отделился от армии Бюкуа и двинулся вперёд, грабя и поджигая. Он вытеснил отряд Тифенбаха из Дольни-Вестонице, который отступил за Дие и снес мост. 
Дампьер перешел реку вброд и 5 августа 1619 года встретил 3600 всадников Тифенбаха и 1300 всадников Жеротина Ладислава Велена. Хотя моравские части были слабее, они смогли своей агрессивной тактикой нанести значительный урон противнику. Тифенбах, хороший стратег, имел резерв и использовал его в конце многочасового боя, когда у обеих сторон стали заканчиваться боеприпасы. Дампьер отступил в поместье Карла Лихтенштейна Леднице. Его поражение оставило Моравию в лагере повстанцев.